# Сандиктауський район
Сандикта́уський район (каз. Сандықтау ауданы, рос. Сандыктауский район) — адміністративна одиниця у складі Акмолинської області Казахстану. Адміністративний центр — село Балкашино.

## Населення
Населення — 17 185 осіб (2021; 21 521 у 2009, 28 729 у 1999, 36 626 у 1989).
Національний склад (станом на 2016 рік):
- росіяни — 10 971 особа (56,33 %)
- казахи — 3967 осіб (20,37 %)
- чеченці — 1412 осіб (7,25 %)
- німці — 1280 осіб (6,57 %)
- українці — 693 особи
- білоруси — 280 осіб
- татари — 144 особи
- інгуші — 131 особа
- азербайджанці — 98 осіб
- удмурти — 50 осіб
- молдовани — 50 осіб
- поляки — 40 осіб
- башкири — 39 осіб
- вірмени — 23 особи
- корейці — 18 осіб
- марійці — 14 осіб
- мордва — 4 особи
- інші — 263 особи

## Історія
Балкашинський район був утворений 17 січня 1928 року у складі Кзил-Джарського (пізніше Петропавловського) округу з центром у селі Балкашинське. 17 грудня 1930 року район ліквідували, територія увійшла до складу Арик-Балицького району, село Балкашинське стало його центром. 
9 січня 1935 року він був відновлений як Молотовський район з центром у селі Балкашинське у складі Карагандинської області, 29 липня 1936 року район з центром у селі Балкашино увійшов до складу новоствореної Північноказахстанської області.
14 жовтня 1939 року район увійшов до складу новоствореної Акмолинської області.
30 серпня 1957 року перейменовно у Балкашинський, з 14 листопада 1997 року отримав сучасну назву.

## Склад
До складу району входять 14 сільських округів:
| Поселення                      | Площа, км² | Населення, осіб (1989) | Населення, осіб (1999) | Населення, осіб (2009) | Населення, осіб (2021) | Центр          | Населені пункти |
| ------------------------------ | ---------- | ---------------------- | ---------------------- | ---------------------- | ---------------------- | -------------- | --------------- |
| Аксоранський сільський округ   | -          | 2215                   | 2018                   | 1425                   | 1012                   | Новонікольське | 5               |
| Балкашинський сільський округ  | -          | 8281                   | 6948                   | 5883                   | 5290                   | Балкашино      | 3               |
| Баракпайський сільський округ  | -          | 2567                   | 1526                   | 780                    | 334                    | Баракпай       | 3               |
| Берліцький сільський округ     | -          | 1318                   | 1014                   | 1034                   | 1029                   | Красна Поляна  | 3               |
| Білгородський сільський округ  | -          | 2007                   | 1500                   | 918                    | 657                    | Білгородське   | 3               |
| Васильєвський сільський округ  | -          | 2348                   | 1633                   | 1061                   | 642                    | Васильєвка     | 3               |
| Веселівський сільський округ   | -          | 2714                   | 1847                   | 1187                   | 807                    | Байдали        | 3               |
| Жамбильський сільський округ   | -          | 1922                   | 1463                   | 1048                   | 782                    | Приозерне      | 2               |
| Каменський сільський округ     | -          | 2769                   | 2176                   | 1420                   | 1162                   | Каменка        | 2               |
| Лісний сільський округ         | -          | 2367                   | 1858                   | 1514                   | 1289                   | Лісне          | 5               |
| Маденієтський сільський округ  | -          | 1097                   | 877                    | 550                    | 499                    | Маденієт       | 1               |
| Максимовський сільський округ  | -          | 3137                   | 2522                   | 1900                   | 1609                   | Максимовка     | 4               |
| Сандиктауський сільський округ | -          | 2386                   | 2170                   | 1953                   | 1459                   | Сандиктау      | 2               |
| Широківський сільський округ   | -          | 1498                   | 1177                   | 848                    | 614                    | Богородка      | 2               |

## Найбільші населені пункти
Населені пункти з чисельністю населення понад 1000 осіб:
| № | Населений пункт | Населення, осіб (1989) | Населення, осіб (1999) | Населення, осіб (2009) | Населення, осіб (2021) |
| - | --------------- | ---------------------- | ---------------------- | ---------------------- | ---------------------- |
| 1 | Балкашино       | 7 259                  | 5 737                  | 4 907                  | 4 444                  |
| 2 | Сандиктау       | 1 957                  | 1 799                  | 1 642                  | 1 200                  |
| 3 | Каменка         | 2 374                  | 2 009                  | 1 358                  | 1 089                  |
| 4 | Максимовка      | 1 519                  | 1 268                  | 1 072                  | 1 001                  |

## Транспорт
Дороги районного значення:
| Індекс  | Назва                                                                    | Довжина, км |
| ------- | ------------------------------------------------------------------------ | ----------- |
| KCSA-1  | Кокшетау-Атабасар — Новонікольське                                       | 14,8        |
| KCSA-2  | Новонікольське — Кумдиколь                                               | 5           |
| KCSA-3  | Новонікольське — Меньшиковка                                             | 12          |
| KCSA-4  | Балкашиино — Хуторок                                                     | 1           |
| KCSA-5  | Лісне — Михайловка                                                       | 7           |
| KCSA-6  | Шантобе — Кизилказахстан                                                 | 6           |
| KCSA-7  | Шантобе — Новокронштадка — Веселе                                        | 16          |
| KCSA-8  | Атбасар-Макієвка — Хлібне — Чашке — Веселе — Жиланди — Балкашино-Шантобе | 98          |
| KCSA-9  | під'їзд до села Новоселовка                                              | 1           |
| KCSA-10 | Петровка-Мариновка — Маденієт — Владимировка                             | 52          |
| KCSA-11 | під'їзд до села Арбузинка                                                | 6           |
| KCSA-12 | Петровка-Улан — Тучне                                                    | 11          |
| KCSA-13 | під'їзд до села Каменка                                                  | 22          |
| KCSA-14 | Білгородське — Каменка                                                   | 20          |
| KCSA-15 | Білгородське — Роздольне — кордон району                                 | 9,7         |
| KCSA-16 | під'їзд до села Преображенка                                             | 10          |
| KCSA-17 | під'їзд до села Богословка                                               | 10          |
| KCSA-18 | під'їзд до села Новоромановка                                            | 8           |